# Gonneville-sur-Mer
Gonneville-sur-Mer ist eine französische Gemeinde mit 652 Einwohnern (Stand: 1. Januar 2022) im  Département Calvados in der Region Normandie. Sie gehört zum Arrondissement Lisieux und zum Kanton Cabourg. Die Einwohner werden Gonnevillois genannt.

## Geographie
Gonneville-sur-Mer liegt an der Côte Fleurie des Ärmelkanals. Umgeben wird Gonneville-sur-Mer von den Nachbargemeinden Auberville im Norden und Nordosten, Villers-sur-Mer im Nordosten, Saint-Vaast-en-Auge im Osten, Heuland im Südosten, Douville-en-Auge im Südosten und Süden, Grangues im Süden und Südwesten, Dives-sur-Mer im Westen sowie Houlgate im Nordwesten. 
Durch die Gemeinde führt die frühere Route nationale 813 (heutige D513).

## Bevölkerung
| Jahr      | 1962 | 1968 | 1975 | 1982 | 1990 | 1999 | 2006 | 2019 |
| --------- | ---- | ---- | ---- | ---- | ---- | ---- | ---- | ---- |
| Einwohner | 437  | 462  | 331  | 399  | 504  | 564  | 581  | 678  |

## Sehenswürdigkeiten
- Kirche Notre-Dame-de-l’Assomption aus dem 12. Jahrhundert, Interieur ist Monument historique
- Herrenhaus von Angerville aus dem 17. Jahrhundert, Monument historique
- Schloss Dramard auf der Grenze zur Gemeinde Houlgate

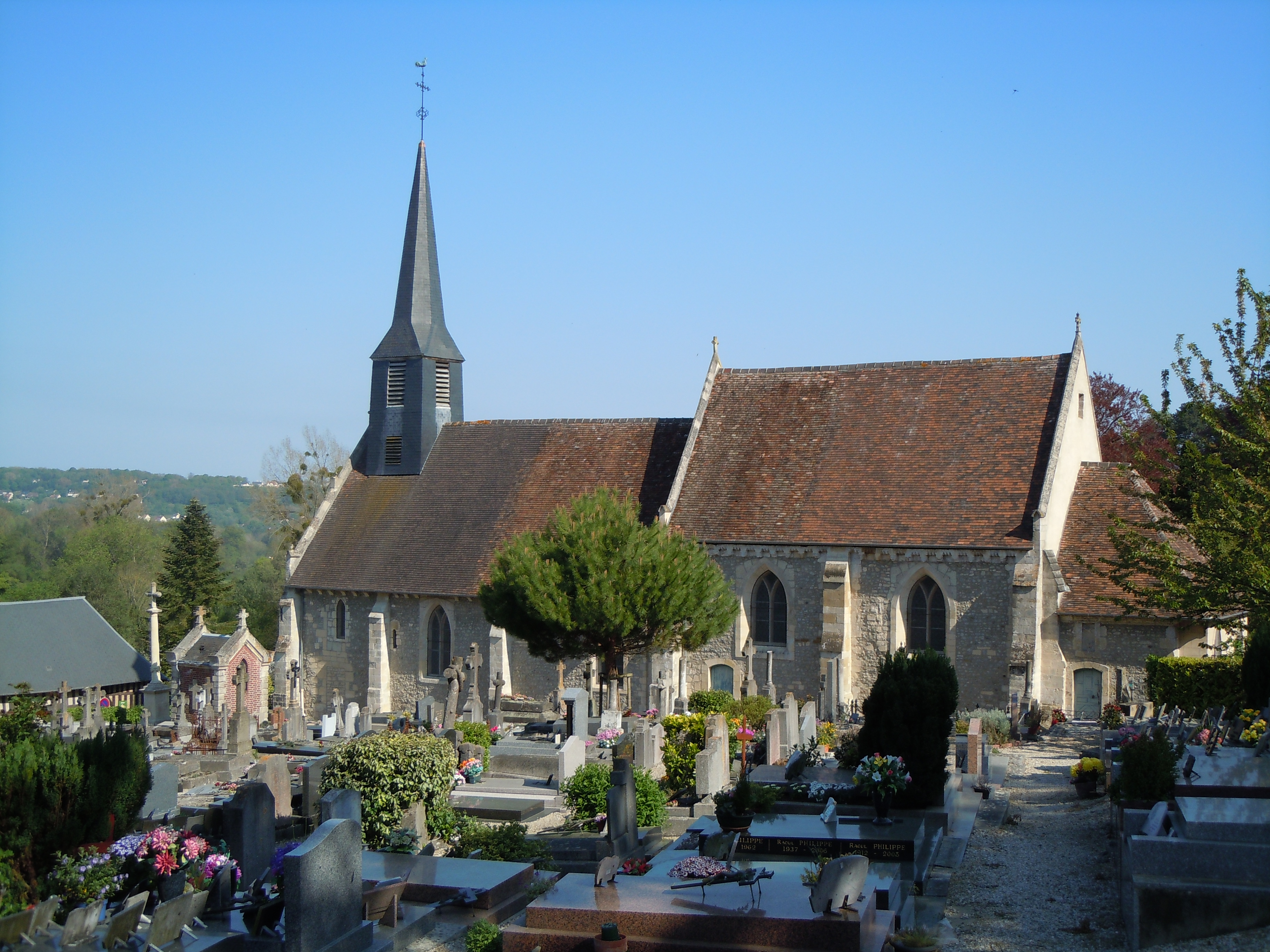
Kirche Notre-Dame
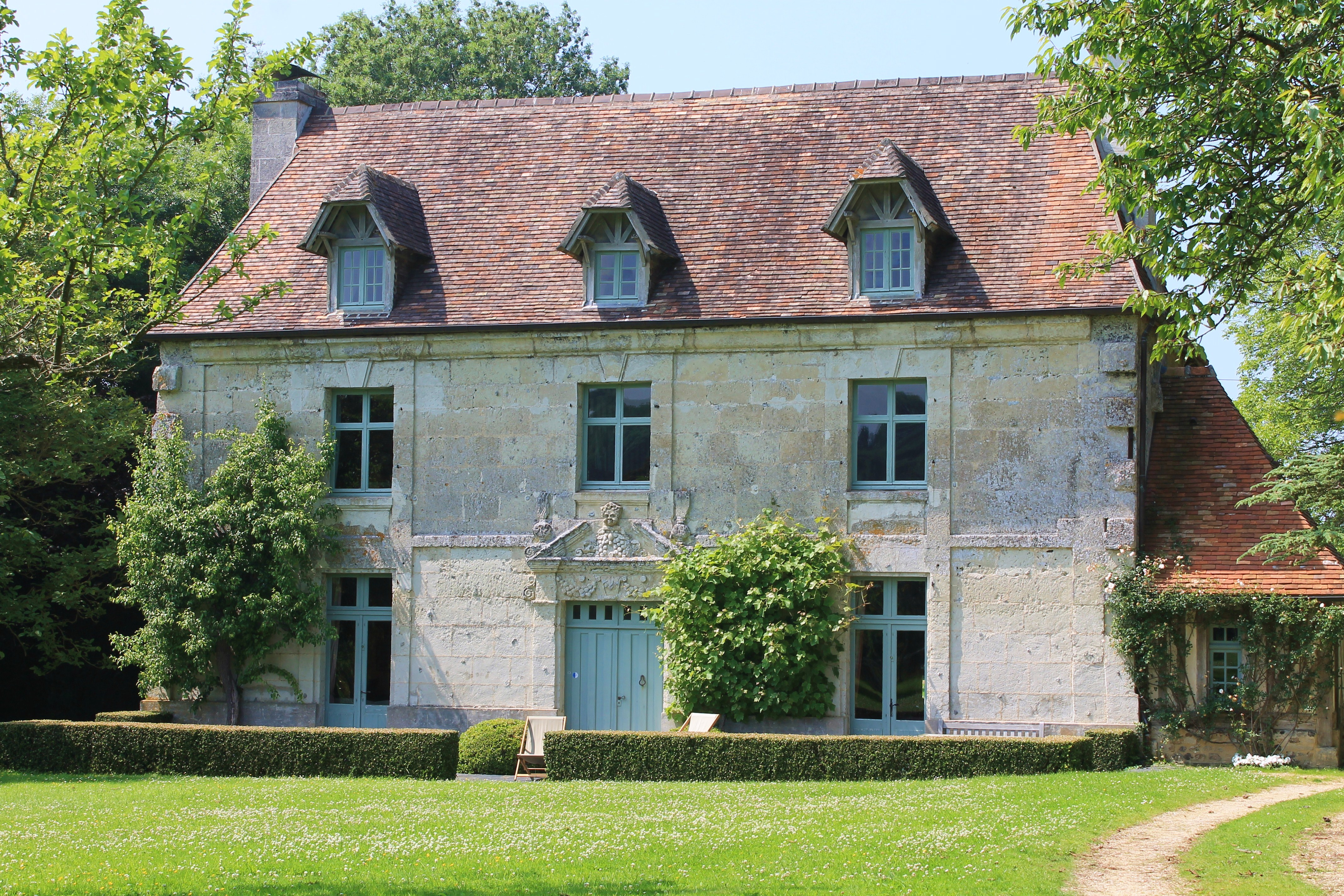
Herrenhaus von Angerville